# 와가마마

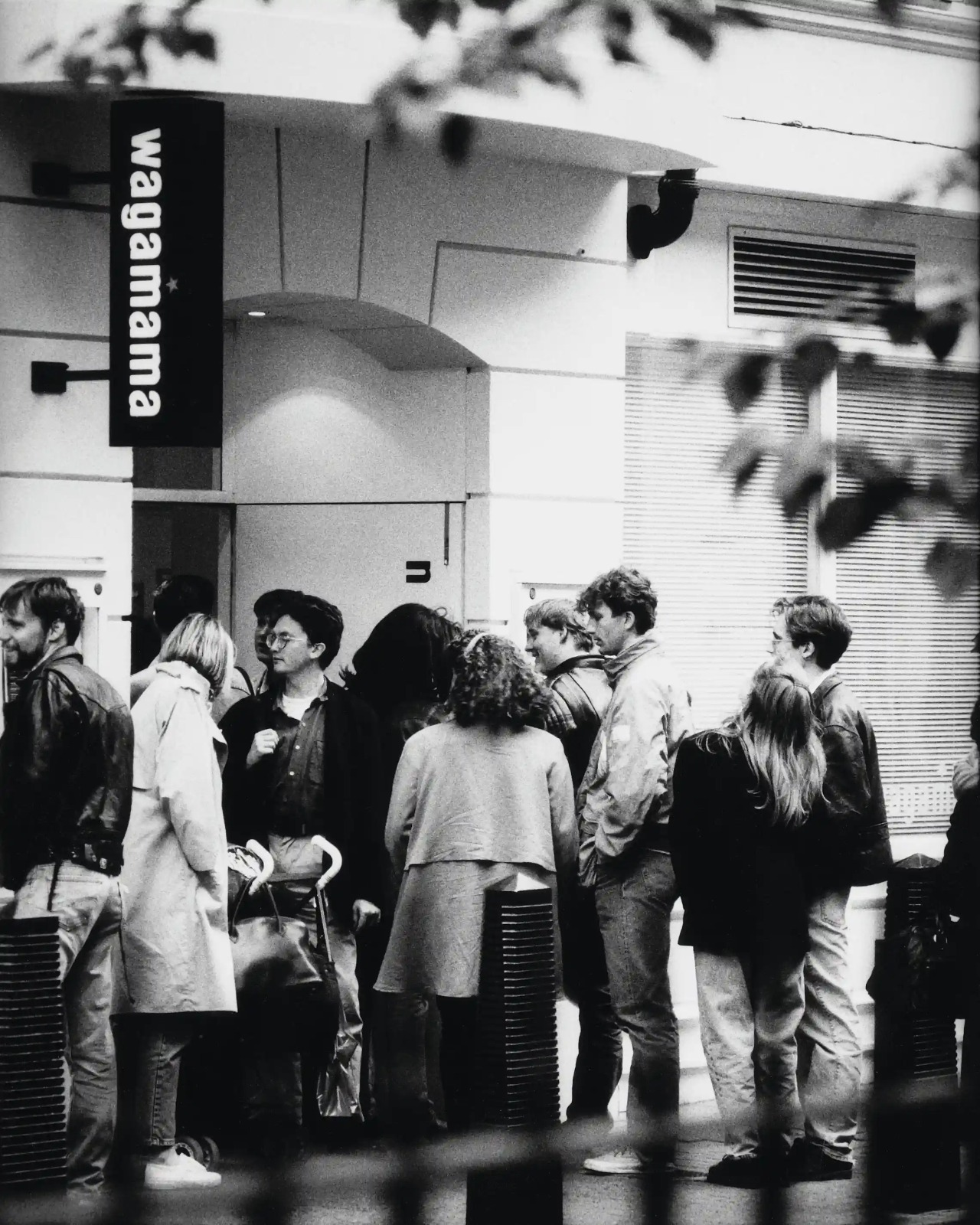
런던 스트리트햄가에 있는 와가마마. 개점일인 1992년 4월 22일.

와가마마(wagamama)는 영국의 음식점 체인이다. 이 브랜드는 빠르게 변화하는 일본식 라멘 바에서 영감을 받았으며, 아시아 음식의 축제를 제공한다.

## 역사
Wagamama Limited는 1991년 4월 29일 차이나 다이너 리미티드(China Diner Limited)로 설립되었으며, 첫 번째 음식점은 1992년 런던 블룸즈버리에 앨런 야우에 의해 문을 열었다. 앨런 야우는 이후 중국 음식점 하카산과 야우차, 태국 음식점 부사바 이타이(Busaba Eathai)를 설립했다. 2005년 6월, 음식점의 소유주인 그래파이트 캐피탈은 77.5%의 지분 대부분을 라이언 캐피탈 LLP에 1억 3백만 파운드에 매각했다. 2011년 4월, 이 체인은 듀크 스트리트 캐피탈에 약 2억 1천 5백만 파운드에 매각되었다.
이 체인은 2018년 10월 프랭키 & 베니즈와 치키토의 소유주인 더 레스토랑 그룹에 5억 5천 9백만 파운드에 인수되었다. 2023년 10월, 더 레스토랑 그룹은 7억 파운드 이상의 거래로 아폴로 글로벌 매니지먼트에 인수되었다.
2024년 9월, 더 레스토랑 그룹(TRG)은 영국 내 음식점 수를 161개에서 200~220개로 늘릴 계획을 발표했다.
와가마마는 유럽과 중동의 22개국에 프랜차이즈 음식점을 개설하여 브랜드를 세계적으로 확장했다. 또한 미국에는 8개의 회사 소유 지점이 있다.
과거 와가마마 브랜드가 진출했던 국가로는 2002년부터 2014년까지 호주, 2019년까지 뉴질랜드, 그리고 2005년부터 2024년까지 벨기에가 있다.
와가마마는 브랜드를 더욱 확장하기 위해 세 권의 요리책을 출판했다.
런던 블룸즈버리 스트리트햄가에 있던 첫 번째 지점은 2016년 6월 19일에 영구 폐쇄되었다.

## 브랜드
단어 wagamama (わがまま)는 일본어로 "제멋대로", "자기중심적", "까다로운", "신경질적인", "고집 센" 또는 "제멋대로인"을 의미한다. 와가마마는 카이젠 과정을 따르는 것으로 자신을 브랜딩한다.

## 뉴스 항목

### 환경 기록
2015년 11월, 이 체인은 해양 보존 협회에 의해 조사된 7개 음식점 중 해산물 지속 가능성 기본 수준을 충족하지 못한 곳 중 하나로 지명되었다. 그러나 와가마마가 해산물 원산지에 대한 더 많은 정보를 공개하면서 이 내용은 나중에 철회되었다.

### 고용 권리
2017년 12월, 와가마마는 핀칠리 일부 직원들이 크리스마스 기간 동안 병가를 내면 징계를 받을 것이라는 경고를 받은 사실이 밝혀진 후 사과했다. 노스 핀칠리 지점의 매니저는 계약서와 직원 핸드북에 따라 직원들이 자신의 교대 근무를 대신할 사람을 찾아야 할 책임이 있다고 주장했다. 와가마마는 이것이 고용 정책의 일부가 아닌 고립된 사건이라고 말했다.

### 코로나/격리 손실
코로나19 범유행과 그에 따른 격리 기간 동안, 와가마마의 소유주인 더 레스토랑 그룹은 250개의 음식점을 폐쇄하여 거의 4,500개의 일자리가 사라졌다.

## 같이 보기
- 일본 음식점 목록